# Mul
Mul († 687) war von 686 bis zu seinem Tod König des angelsächsischen Königreiches Kent.

## Leben

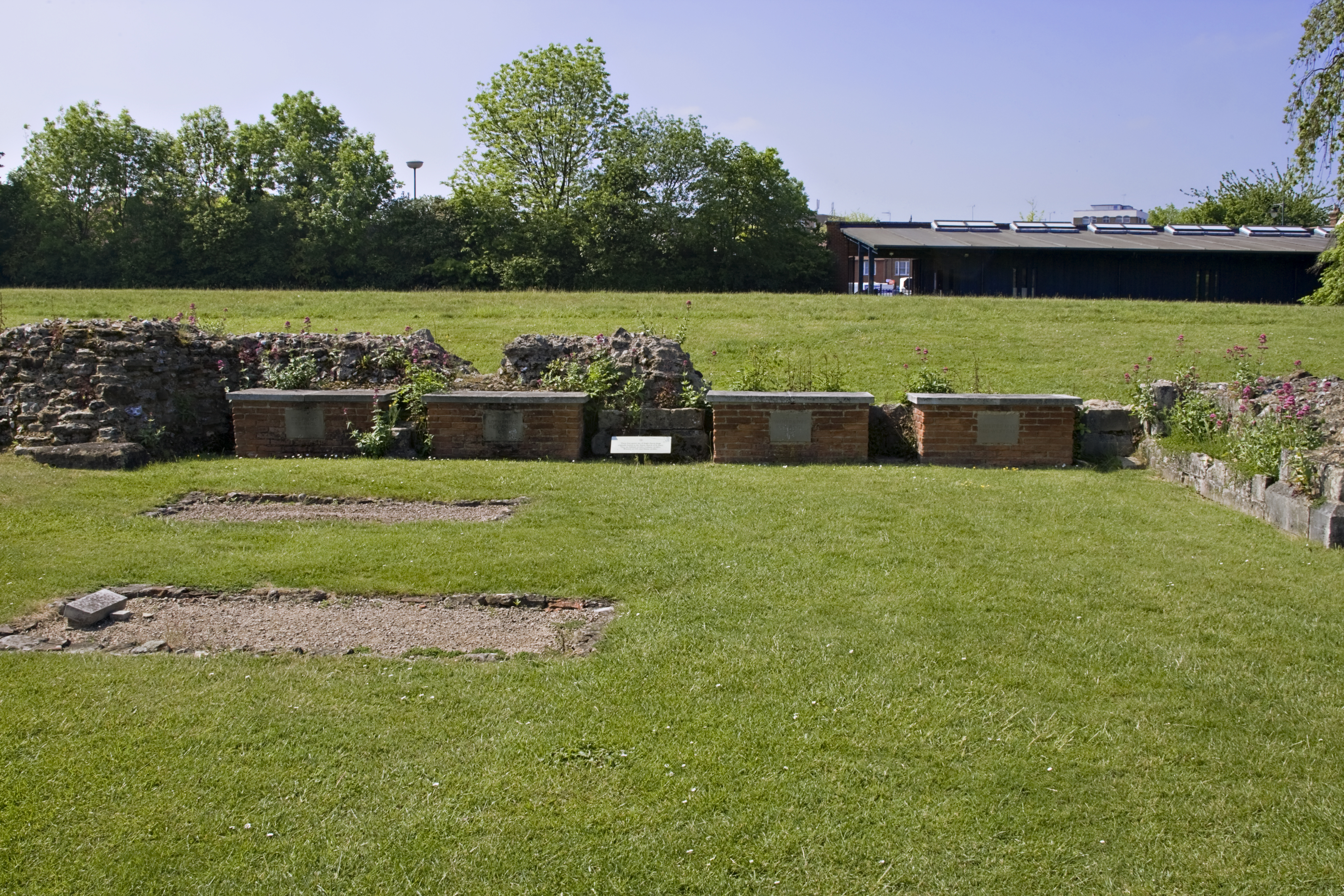
Die Gräber der kentischen Könige Eadbald († 640), Hlothhere († 685), Wihtred († 725) und Mul († 687) in der heutigen Abtei St. Augustinus. (von links nach rechts)

Mul stammte aus dem Haus Wessex. Sein Vater war Cenberht; der Name seiner Mutter ist unbekannt. Sein Bruder Caedwalla war von 685 bis 688 König von Wessex. Im Jahr 686 begannen Caedwalla und Mul in mehreren Feldzügen den Süden und Osten Englands zu unterwerfen. Caedwalla gewann so die Herrschaft über Sussex und die Isle of Wight. Dann eroberte er 686 im Bündnis mit König Sighere von Essex schließlich auch Kent. Caedwalla setzte daraufhin seinen Bruder Mul als Unterkönig in Kent ein. Das Schicksal König Eadrics ist unklar: Nach Beda Venerabilis starb Eadric 686 nach eineinhalbjähriger Herrschaft, also während dieser Kämpfe. Andere Quellen geben als Todesdatum den 31. August 687 an.
Mul verkaufte um 686 große Ländereien in Sudaneie (auf der Isle of Thanet) und bei Sturry an die Äbtissin Æbbe des Klosters Minster-in-Thanet. Bereits im Jahr 687 brach eine Rebellion aus, in deren Verlauf Mul und zwölf seiner Anhänger verbrannt wurden. Als neuer König wurde Oswine aus der kentischen Dynastie der Oiscingas ausgerufen, der sich einem Rachefeldzug Caedwallas gegenübersah. Im Jahr 694 zahlte König Wihtred von Kent 30.000 pæneġas (siehe: Penny; etwa 37,5 kg Silber) als Wergeld für Mul an Ine von Wessex.